# منير بنزيغالا
منير بنزيغالا (بالإنجليزية: Mounir Benzegala)‏ مواليد 7 أبريل 1987، هو لاعب كرة سلة أمريكي. يلعب في بطولة كرة السلة الجزائرية كلاعب هجوم خلفي. يحمل الرقم 8. يبلغ طوله 5 قدم 10 بوصة (1.8 م).

## الإنجازات
- بطولة كرة السلة الجزائرية: 2014، 2015، 2016.
- كأس الجزائر لكرة السلة: 2013، 2014، 2015، 2016.